# 哈羅德·麥美倫
第一代斯多克東伯爵莫里斯·哈羅德·麥美倫 OM PC（英語：Maurice Harold Macmillan, 1st Earl of Stockton；1894年2月10日—1986年12月29日），英国政治家，保守黨黨員，曾於1957年至1963年出任英国首相。麥美倫的綽號是「SuperMac」，而他在晉升為貴族以前，一直也沒有使用莫里斯來稱呼自己，所以公眾一般叫他作哈羅德·麥美倫。

## 早年生涯及個人生活

### 家庭
麥美倫於1894年生於布里克斯頓，父母分別是莫里斯·克勞福德·麥美倫（Maurice Crawford Macmillan，1853年—1936年）和海倫·亞提·塔雷頓·貝麗士（Helen Artie Tarleton Belles，1856年—1937年）。他的祖父丹尼爾·麥美倫（Daniel Macmillan，1813年—1857年）是一位蘇格蘭佃農，在後來創辦了麥美倫出版社。他還有兩位哥哥，大哥比他大八歲，二哥則比他大四歲。麥克米倫則認為自己是蘇格蘭人。

### 教育及军旅生涯
麦克米伦在童年時接受了母亲严格的教育。他每天早上都會在家里和保姆学法语，每天在离家不远的麦克弗森先生的体育馆和舞蹈学院锻炼身体。从六七岁起，他在斯隆广场附近的格莱斯顿先生的日间学校学习古典拉丁语和希腊语的入门课程。麥美倫早年入讀伊頓公學，他在伊顿公学的学习期间 (1906年–1910年) 患上了各种疾病，从上半年学期时確診肺炎后因病退学，错过了毕业前的最后一年，之后麦克米伦在家接受多名私人教师授课 (1910年–1911年)，其中包括了罗纳德·诺克斯，他为麦克米伦灌输了英国国教高教会派思想工作。
他赢得了牛津大学贝利奥尔学院的奖学金後升讀牛津大學的貝利奧爾學院，但他在大學只讀了兩年，便因為第一次世界大戰的爆發而從軍。1914年11月19日他加入了国王皇家步枪团軍銜為少尉。1915年1月30日，麦克米伦晋升为中尉，不久后又转入掷弹兵卫队，隨著部隊前往法国前线作戰。麦克米伦曾三度在戰事中受傷。在索姆河戰役中，麥美倫曾被子彈射中盤骨，結果他花了一整天躲在散兵坑，看古希臘作家埃斯庫羅斯的原著。在第一次世界大戰中，他在部隊里結識了首相H·H·阿斯奎斯的長子雷蒙德·阿斯奎斯，雷蒙德后來不幸身亡。麦克米伦在战争的最后两年里一直在医院接受手术。1918年11月11日停战时，他仍拄着拐杖。他臀部的伤口花了四年时间才完全愈合，他走路时只能稍微拖着步子，右手因之前的伤口而无力握拳，这也影响了他的书写能力。戰后由於他喪失了不少好友，因此他拒絕返回牛津就學，並慨歎大學已經面目全非。
在1923年鐵路國有化以前，他在大西部鐵路中出任主管一職。

### 婚姻
麥美倫在1920年迎娶加拿大總督第九代德文郡公爵维克多·卡文迪许的女兒、桃樂絲·卡文迪許女爵，而後者則於1966年逝世，享年65歲。桃樂絲一直被指與保守黨政治家羅伯特·布思比有婚外情。此外更有傳聞指出，麥美倫的幼女莎拉，事實上為布思比的私生女。
麥美倫夫婦育有一子三女：
- 莫里斯·麥美倫，歐文登的麥美倫子爵 （Maurice Macmillan, Viscount Macmillan of Ovenden，1921年—1984年）
- 卡羅琳·費伯女爵 （Lady Caroline Faber，1923年—2016年）
- 凱瑟琳·艾默里女爵 （Lady Catherine Amery，1926年—1991年）
- 莎拉·麥美倫 （Sarah Macmillan，1930年—1970年）

## 政治生涯 (1924年-1951年)

### 下議院議員 (1924年-1939年)
1924年，由于自由党在大選中衰弱，麥美倫因此成功在蒂斯河畔斯多克東選區勝出，成為下議院議員，他雖然在1929年的選舉中落選，但又隨即在1931年的選舉中重奪議席。由於受到妻子與布思比有婚外情所打擊，麥美倫在1930年代主要都待在下院後座，除了反對綏靖政策，又對斯坦利·鮑德溫和內維爾·張伯倫作猛烈抨擊，加上他乏味和書呆子氣的性格，更使他遭到了孤立。
麦克米伦在第二次意大利埃塞俄比亚战争后辞去政府党鞭（不是保守党党鞭）以抗议解除意大利制裁。亨利·查农将他描述为“斯托克顿的一位不起眼、书呆子气十足、行为古怪的议员”，并记录道（1936年7月8日），首相斯坦利·鲍德温给他发了一封“冷淡的便条”。鲍德温后来提到，他之所以能幸存下来，是因为他走的是哈罗德·麦克米伦和极右翼分子约翰·格雷顿之间的中间路线。
1936年，麦克米伦提议建立一个跨党派的反法西斯聯盟，以建立民主团结，但他的想法遭到工党和保守党领导层的拒绝。
麦克米伦支持首相张伯伦飞往贝希特斯加登与德國元首阿道夫·希特勒会谈，但不支持他随后飞往巴特戈德斯贝格和慕尼黑。慕尼黑协定簽署后他在1938年牛津补选中支持独立候选人林赛。他還写了一本小册子《和平的代价》，呼吁英国、法国和苏联结盟，但希望波兰向德国做出领土“妥协”（即放弃但泽走廊）。1939年初，在《国防的经济方面》一书中，他呼吁成立供应部。

### 二戰時期

#### 二戰初期
1940年2月，麦克米伦访问了芬兰。当时
当时苏联正在入侵芬兰，而苏联当时与纳粹德国结成了同盟后入侵波蘭引發第二次世界大戰。麦克米伦在后座议员席上发表的最后一次演讲，是抨击政府没有为芬兰提供足够的援助。
1940年5月的挪威辩论后，麦克米伦在不信任動議中投票反对政府，導致了首相内维尔·张伯伦的政府垮台，麦克米伦试图与乔赛亚·韦奇伍德上校一起在下议院会议厅高唱《统治吧，不列颠尼亚！ 》
麦克米伦随后在在丘吉爾戰時內閣建立后担任物资补给部大臣，自1940年起上任。查农對此评论道（1940年5月29日），“哈罗德·麦克米伦如此明显地享受他的新职位，这让人觉得有些好笑”。
麦克米伦在供应部的工作是为英国陆军和英国皇家空军提供武器和装备。他走遍全国协调生产，以及在供应大臣第一代比弗布鲁克男爵马克斯·艾特肯的领导下成功地增加了装甲车的供应和质量。
1942年，麦克米伦被任命为殖民地政务次官，他自己形容为，我“离开了精神病院，后进入陵墓”。麦克米伦负责在下议院代表殖民地事务大臣第一代莫因男爵沃尔特·吉尼斯和第第五代梳士巴利候爵罗伯特·盖斯科因-塞西尔发言。麦克米伦负还责增加殖民地的生产和贸易，并于1942年6月宣布了未来的政策方向：
大英帝国的统治原则应该是组成帝国的各个要素之间的伙伴关系原则。伙伴关系带来理解和友谊。英联邦的结构决定了殖民地的未来。
麦克米伦曾预言保守党将在战后遭遇压倒性的失败，这导致查农在1944年9月6日撰文称“哈罗德·麦克米伦这个家伙的预言太愚蠢了”，事实上保守党也确实在战后的选举败选。1942年10月，哈罗德·尼科尔森记录了麦克米伦预言战后将出现“极端社会主义”。
1942年11月，奥利弗·斯坦利被任命为殖民事务大臣，麦克米伦基本上己無任何用處，因为奧利弗不像前兩位大臣是貴族而待在上議院，所以不需要他他担任发言人。信息事务大臣布伦达·布拉肯则建议他不要辞职，然而麦克米伦还是在12月30日离职。

#### 北非大臣及空军大臣
隨後麥克米倫在1942年獲調任到北非，作盟軍在地中海地區的英方代表，并直接向首相溫斯頓·丘吉爾負責，而非外交大臣安東尼·艾登。任職代表的期間，麥美倫得以和德懷特·艾森豪合作，兩者後來更建立友誼，這在日後對麥美倫十分重要。在卡萨布兰卡会议上，麦克米伦說服美国承认自由法国政府。麦克米伦在卡萨布兰卡会议期间的日记中写道：“我把这两个人物称为东方皇帝和西方皇帝，事实上，这更像是罗马帝国末期的一次会议。”麦克米伦认为，罗斯福总统在卡萨布兰卡会见丘吉尔首相的“非凡而浪漫的情节”使他确信，个人外交是与美国人打交道的最佳方式，这極大程度影响了他后來担任首相的外交政策。
1943年2月22日，麦克米伦在一次飞机失事中被严重烧伤，当时他還试图爬回飞机去救一名法国人。之后他在脸上打上了石膏。在神志恍惚中，他仿佛自己回到了一戰時期，并请求醫生向他已故的母亲转达一个口信。
1943年8月，在西西里岛战役和雪崩行動期间，他与格拉德温·杰布参与了意大利停战谈判。这导致他与外交大臣艾登产生分歧。。1943年末，他被任命为英国驻意大利顾问委员会高级专员。1943年10月，他回到伦敦后再次与艾登发生冲突。艾登決定任命达夫·库珀为驻法国大使，之后又任命诺埃尔·查尔斯为驻意大利大使，以削弱麦克米伦的權力。1944年5月，麦克米伦要求尽早与意大利达成和平条约（和意大利首相佩特罗·巴多格里奥领导的意大利王国政府谈和，而非贝尼托·墨索里尼领导的意大利社会共和国。），此举激怒了艾登1944年6月，他隨即主张由英国领导的部队从卢布尔雅那峡谷向中欧推进（“腋窝行动”），而不是像原计划中那样将美国和自由法国的军队转移到法国南部（龙骑兵行动）。这一提议给丘吉尔和哈罗德·亚历山大将军留下了深刻印象，但并未得到美国的认可。丘吉尔于1944年8月访问了意大利。1944年 9月14日，麦克米伦被任命为意大利盟军管制委员会首席专员。他也了担任盟军总部的英国驻地部长亨利·梅特兰·威尔逊的政治顾问。1944年11月10日，他被任命为盟军委员会代理主席。
1944年12月11日，麦克米伦访问了希腊王国。不久后，斯科比将军在德国撤退后率领英国军队接管了雅典，由于有人担心亲共产主义的希腊抵抗组织、希腊民族解放阵线及其军事分支希腊人民解放军会趁乱夺权或与英军发生冲突 (请见希腊十二月事件)。于是他说服了当时不情愿的丘吉尔（丘吉尔于当月晚些时候访问了雅典），接受扎马斯基诺斯大主教代表当时还在流亡的希腊国王乔治二世担任摄政王的建议。1945年1月，双方达成停战协议，希臘在麦克米伦的帮助下得以成立一個親英的政府。
麦克米伦还担任了查尔斯·凯特利将军的顾问，在此期间他负责了“龙骨行动”，该行动是在1945年将多达 70,000名战俘强制遣返回苏联和约瑟普·布罗兹·铁托领导的南斯拉夫。之后又一次违反了雅尔塔协议和盟军总部的指令，遣返了4000名哥萨克士兵和11,000名平民家属，這批人後來遭到屠殺。
欧洲戰场结束後，麥美倫返回英國，並在邱吉爾看守內閣中接替自由党籍的阿奇博尔德·辛克莱爵士短暫出任空军大臣（Secretary of State for Air）一職。

### 战后
由於工黨在1945年大選取得了壓倒性勝利，臨時政府垮台，而麥美倫亦再次失去了下院議席。但他不久就在1945年11月的補選中在布羅姆利選區中勝出。哈罗德·尼科尔森在日记中写了当时保守党后座议员的想法：“他们觉得温斯顿太老了，安东尼（艾登）太懦弱了。他们希望由哈罗德·麦克米伦领导他们。”
麦克米伦之后在起草《工业宪章》中扮演了重要角色（《星期日快报》称其为《中间道路》的第二版。麦克米伦则逐渐在公众面前表露出更右翼的形象，他坚持捍卫私营企业，并在下议院激烈反对艾德礼政府。

## 內閣大臣 (1953年-1957年)

### 房屋及地方大臣 (1951年-1954年)
隨著保守黨在1951年大選勝出，重掌內閣，麥美倫亦在同年10月獲邱吉爾委任為房屋及地方大臣（Minister of Housing），他在任內的會議中承諾每年興建300,000所房屋，麦克米伦起初认为，這職位在内阁名单中的16个职位中排名第13，是一杯毒酒，他更是在日记中写道，这“根本就不適合我......我真的不知道该如何着手这项工作”。而财政部此時正试图最大限度地增加出口、最大限度地减少进口时，而我又要获得稀缺的钢铁、水泥和木材。“这是一场豪赌——它或許會毁掉我的政治生涯，”丘吉尔安慰他说，“但如果你成功了，每个简陋的家都会为你增光添彩。”而他也成功做到了，比預計的時間還早一年。

### 國防大臣 (1954年-1955年)

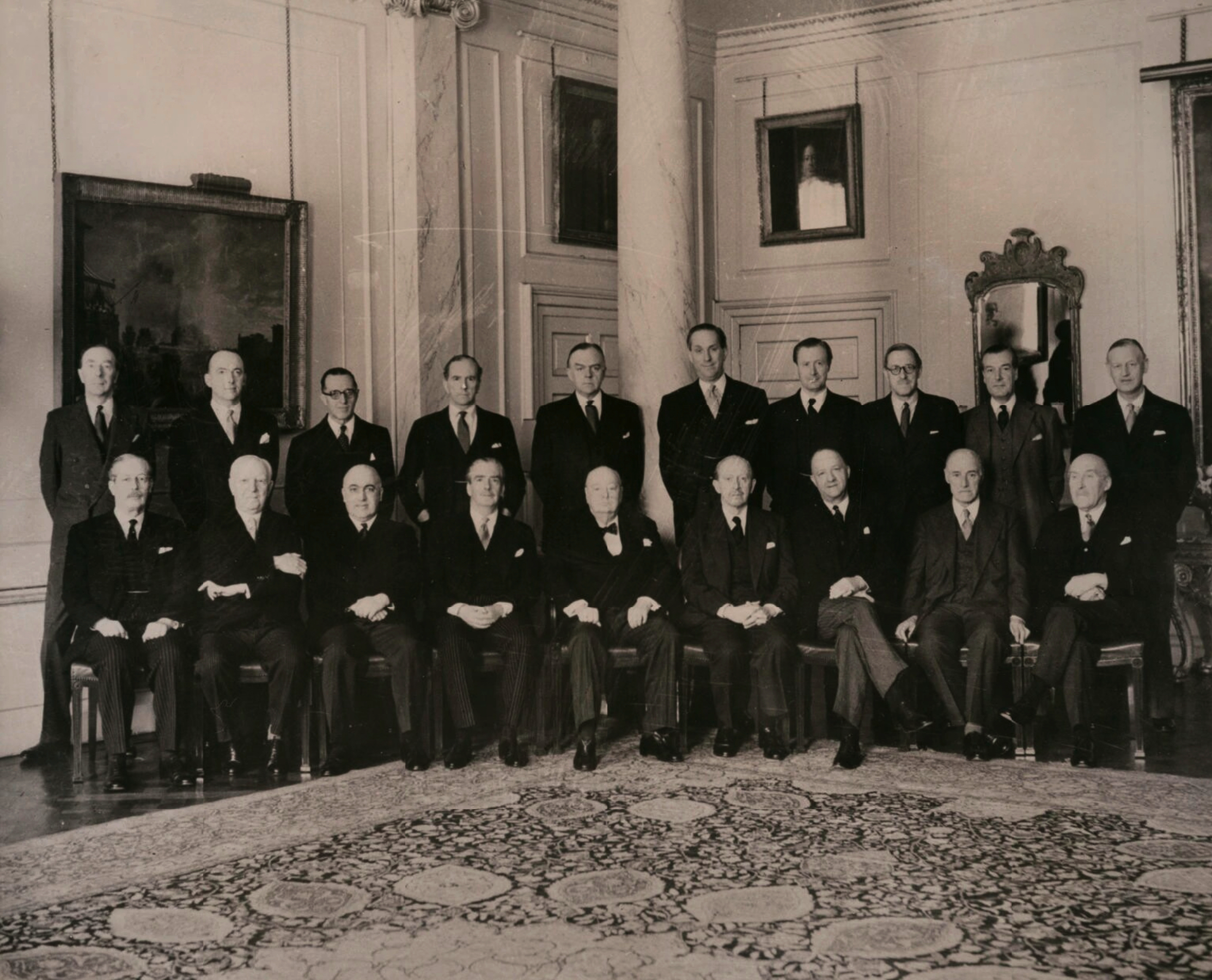
摄于1955年丘吉尔内阁的合照，麦克米伦坐在最左邊。

1954年10月，麥美倫獲改任為國防大臣。《经济学人》表示：“他给人的印象是，当一位严肅的上级紧盯着他时，他那不容置疑的的領導能力就消失了。”
他在国防部任职期间的一个主要议题是国防部越来越依赖核威慑，一些人认为，这损害了普通裝備的发挥。1955年2月的《国防白皮书》宣布了研制氢弹的决定，并得到了跨党派的支持。
“在看到丘吉尔开始沦为了贝当，我心碎了”，麦克米伦在日记中写道，当时首相的智力和体力己經大不如前。麦克米伦也是少数敢当面告诉丘吉尔他该退休的大臣之一。菲利普·贝当是第一次世界大战中作戰優秀的法国元帥。不過在二戰期間，他因為認為德法差距過大而主導法國投降并在之后领导亲德的维希政权。
從那時開始，麥美倫徹底改變了他的形象，他捨棄了那些鑲上金屬邊的眼鏡，而在公眾場合也不再戴眼鏡示人；他以往會用髮油，把髮型整理成戰時的款式，現在的髮型卻光澤而濃密，樣貌活像一個嚴肅的警衛，好使自己的形象更為成熟，配合自己的身份。坎贝尔写道：“英国政界没有比这更令人震惊的个人重塑了。” 他也经常戴伊顿公学的旧领带或卫兵旅的领带。坎贝尔还认为，哈罗德·威尔逊在麦克米伦担任首相期间的形象转变，从“无聊的年轻统计学家变成了可爱的约克郡喜剧演员”，是有意模仿麦克米伦。

### 外交大臣
邱吉爾下野後，麥美倫先自1955年4月至12月，在安東尼·艾登的政府中出任外務大臣，他从日内瓦高峰会归来后，他評價了关于外交大臣這一職位：
他所说的每一句话都不能带来多大好处，而几乎他说的每一句话都可能造成很大的伤害。他说的任何不明显的话都是危险的；任何不陈腐的话都是有风险的。他永远在陈词滥调和轻率之间徘徊。

### 財政大臣
之後他在1955年至1957年間出任財政大臣。在財政大臣任內，他開始發揮其政壇上的影響力，隨了堅持艾登「實際上」的副首相（當時憲制上還未確立副首相一職）拉博·巴特勒的地位不可以高於他外，又要脅一定要削減麵包和牛奶津貼，否則就會辭職。麦克米伦后来在回忆录中声称，他仍然希望由巴特勒接替艾登，但当时他与第一代伍尔顿伯爵弗雷德里克候爵的通信中表示，麦克米伦正在思考如何继任首相大位。早在1956年1月，他就告诉艾登的新闻秘书威廉·D·克拉克，“看看安东尼能执掌大位多久”這将是一件很有趣的事情。所以在後來的蘇伊士運河危機中，麥美倫可謂是「第一個策劃，第一個脫身」（First In, First Out，語出哈羅德·威爾遜），因為他是第一個強烈鼓吹作入侵決定的人，但當英國後來陷入了財政困境後，他的態度卻作出了180度的轉變。
他在财政部的创新之一是推出有奖债券，这一举措在1956年4月17日宣布。工党最初谴责这些债券是“肮脏的抽奖活动”，但它们立即受到了公众的喜愛，在1957年6月的第一次开奖中，有人就赢得了1,000英镑的奖金。
年轻时的约翰·梅杰出席了预算报告会，并将自己的政治抱负归功于这次活动。

#### 苏伊士危机
1956年11月，英国在和法国以及以色列入侵埃及。危機初期，麦克米伦支持入侵，然而在美国政府施压导致金融危机后，又主張英国應撤军。自1952年埃及革命以来，英埃关系迅速恶化。由贾迈勒·阿卜杜-纳赛尔領導的埃及政府反对英国將軍隊駐扎阿拉伯。1956年7月26日，纳赛尔宣布收回苏伊士运河，英国政府和法国政府开始制定入侵埃及、夺回运河和推翻纳赛尔的计划。麦克米伦在日记中写道：“如果纳赛尔‘逃脱惩罚’，我们就完了。整个阿拉伯世界都会鄙视我們，努里·赛义德（英国扶持的伊拉克总理）和我们的盟友将会倒台。这很可能會導致大英帝国威望將會完蛋。所以，作为最后的手段，我们必须使用武力，挑战国内外的質疑聲”。
麦克米伦還威胁说，如果不对纳赛尔使用武力，他將會辞职。之后他積極参与了英法以入侵的計划。他也是最先提出与以色列的人。麦克米伦自認為很了解艾森豪威尔总统，但在這次行動中他低估了美國反對武力解決的決心。1956年9月25日，麦克米伦与艾森豪威尔私底下会面，麦克米伦确信美国不会反对入侵，在场的英国大使罗杰·马金斯爵士对此表示怀疑。
麦克米伦并没有意识到美国政府的反對可能引发金融灾难。當時英镑正以惊人的速度从英格兰银行流出。运河則被埃及封锁，由于油轮必须绕至非洲，所以大多数石油运输都被延误。美国政府也拒绝提供任何经济援助，除非英国同意从埃及撤军。麦克米伦知道后，改变了主意，要求按照美国的条件撤军，同时夸大了金融危机。11月6日，麦克米伦告訴内阁，仅在11月初，英国就损失了3.7亿美元。面对麦克米伦的謠言，内阁别无选择，只能接受条件并撤军。运河仍然掌握在埃及手中，纳赛尔政府也继续支持阿拉伯和非洲民族抵抗运动，反对英国和法国在该地区和非洲大陆的存在。
晚年的麦克米伦公开承认自己未能正确解读艾森豪威尔的想法，并对英美关系受到的傷害深感遗憾，但他始终坚持认为，英法对运河国有化的军事行動是當時的最佳選擇。

#### 繼承首相
政治地位一落千丈的首相艾登于1957年1月9日以健康状况不佳为由辞职。当时，保守党没有正式的机制来选举新领导人，女王伊丽莎白二世在听取了丘吉尔和索尔兹伯里侯爵的建议，任命麦克米伦为新首相。麦克米伦在1月10日上任时告诉女王，臣不能保证陛下您的政府能持续“六周”——尽管最终他将执掌政府六年多。

## 首相

### 獨立核威懾政策
隨著英國以藍光飛彈（Blue Streak）和藍鋼飛彈（Blue Steel）作獨立核威懾政策的失敗，以及美國國防部長羅伯特·麥克納馬拉單方面宣佈中止天空閃電導彈（Skybolt missile）系統，麥美倫成功在1962年12月與美國達成《拿騷協定》（Nassau Agreement），在協定中，美方承諾向英國提供北極星飛彈。而早在簽訂此協定以前，麥美倫已同意在英美雙方共同監管的情況下，在英國本土部署60支雷神式火箭（Thor missile）。另外，在1957年時，美國國會亦已通過了《麥克馬洪法案》，容許英國提取更多有關核武科技的資料。麥美倫與美國的合作，後來在彼得·庫克（Peter Cook）的舞台喜劇作品，《邊緣之外》（Beyond the Fringe）加以諷刺。
早於1960年，麥美倫已拉攏美、蘇兩國在巴黎的峰會達成有關限制核試的協定，但礙於U-2擊墜事件的發生而告吹。1961年2月22日，英國外相亚历克·道格拉斯-休姆發給麥美倫密函，寫道：「如果中國發動攻擊，非核的途徑並不能保衛香港，這對美國來說是顯而易見的。用核彈攻擊中國是放棄殖民地以外的唯一選擇。」到了1962年，在麥美倫再次大力的推動下，英國、美國和蘇聯三方終於成功簽訂《部分禁止核試驗條約》。

### 歐洲經濟共同體
英國加入歐洲經濟共同體（簡稱欧共体）的請求在1963年1月29日被戴高樂所否決。戴高樂否決加入申請的原因，是因為他擔心欧共体從此會淪為一個「依賴美國的龐大大西洋團體」，另外，他亦因為英美兩國在核武上的合作而感到憤怒。英國要遲至戴高樂在1970年逝世後，才有機會加入欧共体。

### 經濟政策
麥美倫任財政大臣時已專注貨幣事務，拜相後經濟亦成為他的主要專注範疇。然而，英國的國際收支平衡問題促使本土在1961年出現了不合理的凍薪情況。凍薪的問題更使政府的支持率下降，並引致保守黨在隨後的補選中失去不少國會席位。麥美倫後來在1962年7月對內閣進行大規模改組，但改組行動不單沒有使麥美倫政府的支持度上升，而且還被外界認定政府內部正陷於恐慌狀態。
麥美倫對經濟採取一國保守主義，希望能夠達成高就業率的目標。可是他主要的財政部官員卻是貨幣主義者，他們對麥美倫所採取的措施並不贊同，認為政府要支持英鎊，就要嚴密地控制幣值，最終失業率將無可避免地上升。他們的建議在1958年1月遭到了拒絕，結果，三名財政部的官員，即財政大臣彼得·霍尼戈夫、財政部經濟秘書尼格爾·伯奇（Nigel Birch）和財政部財務秘書埃諾奇·鮑威爾均宣佈辭職。麥美倫對此事一筆擦去，表示事件只屬「一件局部的小問題」。
麥美倫任內支持成立國家收入委員會（National Incomes Commission），希望以委員會控制收入，以達至「有增長，無通漲」的政策目標。除此之外，他又推行過一連串不顯眼的措施，對經濟進行管制。

### 外交政策
麥美倫對外交政策亦有強而有力的控制。他上任首相後，立即著手於修補英美兩國在蘇伊士運河危機後的疏離關係。他在戰時的朋友德懷特·艾森豪成為了關鍵。在1957年3月，他們兩人在百慕達舉行了一次有建設性的會談，並重新確立了英美兩國的友好關係，而艾森豪卸任總統後，繼任的約翰·甘迺迪，也同樣與麥美倫建立起熱忱真摰的友誼。麥美倫也知道向歐洲大陸示好的重要性，所以他請求推遲加入歐洲經濟共同體，並探討發展歐洲自由貿易區（European Free Trade Area，簡稱EFTA）的可能。
大英帝國的餘暉在其任內不斷褪色，而他更見證了非洲殖民地獨立的前奏。在1957年，英屬的黃金海岸和馬來亞率先獲得獨立。而他在1960年發表了一篇名為《風雲變換》的演講，更進一步推動了獨立運動。繼黃金海岸獨立成加納後，尼日利亞和肯亞分別在1960年和1963年得以獨立。然而，在中東事務上，麥美倫認為英國仍有介入的必要，所以分別在1958年和1960年對伊拉克和阿曼的管治作出干預。

### 1959年大選
在麥美倫的帶領下，保守黨成功在1959年英國大選中取得勝利，而在下院的多數優勢更從67席增加至107席。正如競選標語說到：「保守黨下的生活好得多了」（Life's Better Under the Conservatives），保守黨的成功無疑是經濟改善的成果。麥美倫自己也評論到：「無疑，容我直截地說，絕大部份國民都從未有過這麼好的生活。」這句說話後來常常被演繹為：「你從未有過這麼好的生活。」（You've never had it so good）不過，不少批評者卻認為，麥美倫任內實際的經濟增長根本十分少，而且增長更受到了軍費開支增加所限制。

### 辭職
由1963年春天持續至夏天的「普羅富莫事件」對麥美倫政府的威信構成了永久性的打擊，而事件更使到他的病情惡化（那時他被誤診出患有前列腺癌，而此症在當時是不可動手術的）。因此，他在1963年10月18日辭去了首相一職，而首相一職在富爭議性的情況下，由時任外相的亚历克·道格拉斯-休姆接任。當時曾有指控指，麥美倫透過在黨內的重要人物間穿針引線，以確保巴特勒不會被選定為首相的繼任人。
麥美倫在1964年9月淡出政壇，並拒絕接受封為貴族，但他後在1976年願意接受英女皇頒贈的功績勳章。退出政壇以後，他接掌了家族生意，成為了麥美倫出版社的總裁。

## 晚年
在卸任後的二十年間，麥美倫間中有對政局發表自己的意見，尤其是當戴卓爾夫人擔任保守黨黨魁以後，麥美倫任內的施政再次受到黨內的貨幣主義者抨擊時，麥美倫亦有加以反駁。外界常以為麥美倫曾說過戴卓爾夫人大力推動私有化，是「賤賣家中的銀器」，但他的說話其實是被誤解了。事實上，這句話是他在1985年11月8日，托利黨改革派（Tory Reform Group）在卡爾頓會（Carlton Club）舉行的晚宴上所說的。他的說話內容，大意上是說不論個人，還是國家而言，在遇上經濟困難時出售資產是最平常不過的事，他又道：「首先喬治時代的銀器賣走了，接著是客廳裡的精美家具，最後連加納萊托的名畫也要賣掉。」當指出國內賺錢的鋼材業與鐵路，和英國電訊也相繼私有化時，他說：「它們就像僅餘兩幅的倫勃朗名畫。」麥美倫的言論發表後引起了廣泛的討論，他也不得不在數天後，親身在上議院澄清自己的言論：
當我上次冒險對現有制度作出批評時，我擔心自己的言論被誤解了。作為一位保守黨黨員，我支持現在政府放棄主導資本主義，讓生產資料和資源分配回歸為私人擁有和私人管理，我肯定這樣會更有效率。而我真正要冒險問的問題是，若果這些是收入的話，我們應如何運用這龐大的資金。

在1984年，麥美倫終於接受了貴族爵位，獲封為斯多克東伯爵和歐文登的麥美倫子爵。其貴族爵位屬世襲貴族爵位，而迄今為止，他是英國歷史上，最後一位被封為世襲貴族的非皇室成員。麥美倫在世的最後一個月時，他這樣回顧道：
在63年前，（蒂斯河畔斯多克東）失業率是百分之29，去年的11月（1986年）……失業率則是百分之28。這對一個人的一生來說，是頗可悲的事。
麥美倫於1986年卒於薩塞克斯郡塞爾活門（Chelwood Gate）的白樺果園（Birch Grove），享年92歲又322日。他曾一度是最長壽英國首相的紀錄保持者，但這紀錄已在2005年2月14日被卡拉漢超越。

## 著作
《麦克米伦回忆录》共六卷，中文版1980商务印书馆
- 《1、风云变幻》1914-1939
- 《2、战争风暴》1939-1945
- 《3、时来运转》1945-1955
- 《4、乘风破浪》1956-1959
- 《5、指明方向》1959-1961
- 《6、从政末期》1961-1963

## 任內記趣
- 「Supermac」這個綽號最先由政治漫畫家維克多·威茲（Victor Weisz）所起，原意在於諷刺麥美倫，但最後卻事與願違，反而成為了一個中性，甚至是帶有褒義的綽號。麥美倫後來於1962年改組內閣時，威茲曾給他起了另一個綽號「刀子麥克」（Mac the Knife，取自流行歌曲《Mack the Knife》），但這個綽號沒有被廣泛流傳。
- 麥美倫素以在公眾面前冷靜鎮定和風趣幽默著稱，但他曾在妻子面對表示，自己曾在下議院的首相答問環節中（通常逢星期二舉行）給嚇壞。在1960年9月29日，當麥美倫在聯合國大會發表演說時，蘇聯領導人赫魯雪夫兩次以大聲叫囂和拍打桌面，打斷了他的演說。麥美倫即場回答道：「如果他有話要說，我希望有人能夠把他說的話翻譯過來。」
- 有一次，工黨的哈羅德·威爾遜指出，有學童窮得沒有穿鞋上學，麥美倫幽默地回應：「如果是威爾遜先生沒有穿鞋上學的話，是因為他的腳太大了！」他的回答隨即引來保守黨議員的發笑。

## 頭銜
- 哈羅德·麥美倫，Esq （1894年2月10日—1924年10月29日）
- 哈羅德·麥美倫，Esq，MP （1924年10月29日—1929年5月30日）
- 哈羅德·麥美倫，Esq （1929年5月30日—1931年11月4日）
- 哈羅德·麥美倫，Esq，MP （1931年11月4日—1942年）
- 哈羅德·麥美倫閣下，MP （1942年—1945年7月26日）
- 哈羅德·麥美倫閣下 （1945年7月26日—1945年11月）
- 哈羅德·麥美倫閣下，MP （1945年11月—1964年9月）
- 哈羅德·麥美倫閣下 （1964年9月—1976年4月2日）
- 哈羅德·麥美倫閣下，OM （1976年4月2日—1984年2月24日）
- 斯多克東伯爵閣下，OM，PC （1984年2月24日—1986年12月29日）

### 書籍
- Ashton, Nigel J.  (PDF). Diplomatic History. August 2005, 29 (4): 691–723  [2024-10-11]. doi:10.1111/j.1467-7709.2005.00511.x. （原始内容存档 (PDF)于2024-12-23）.
- Beckett, Francis. . London: Haus Publishing. 2006. ISBN 978-1-904950-66-0.
- Busch, Peter. . Oxford: Oxford University Press. 2003. ISBN 9780199256396.
- Campbell, John. . London: Vintage. 2010. ISBN 978-1-845-95091-0. (contains an essay on Macmillan and Butler)
- Dell, Edmund. The Chancellors: A History of the Chancellors of the Exchequer, 1945–90 (HarperCollins, 1997) pp. 207–222, covers his term as Chancellor.
- Fisher, Nigel. . London: Weidenfeld and Nicolson. 1982. ISBN 978-0-297-77914-8.
- Goodlad, Graham; Pearce, Robert. . London: Routledge. 2013. ISBN 9780415669832.
- Horne, Alistair.  original. London: Macmillan. 1988. ISBN 978-0-333-27691-4.
- Horne, Alistair.  Original. London: Macmillan. 1989. ISBN 978-0-333-49621-3.
- Horne, Alistair.  Twentieth anniversary. London: Macmillan. 2008 [1988-9]. ISBN 978-0-230-71083-2.
- Howard, Anthony. . London: Jonathan Cape. 1987. ISBN 978-0-224-01862-3.
- Lamb, Richard. . London: Murray. 1995. ISBN 978-0-719-55392-9.
- Middleton, Roger.  New. Cheltenham: Edward Elgar Publishing. 1997 [1996]. ISBN 978-1-85898-371-4.
- Moore, Charles. . 2013.
- Sandbrook, Dominic. . London: Little, Brown. 2005. ISBN 978-0-349-11530-6.
- Subritzy, John. . Lee, Richard  (编). . London: Macmillan. 1999: 177–194. ISBN 9780230376892.
- Thorpe, D.R.  Kindle. London: Chatto & Windus. 2010. ISBN 978-1-844-13541-7.
- Theatre Record (1997 for Hugh Whitemore's A Letter of Resignation; 2008 for Howard Brenton's Never So Good)
- Williams, Charles. . London: Weidenfeld & Nicolson. 2010. ISBN 978-0-753-82702-4.
- Wright, Oliver. . Lee, Richard  (编). . London: Macmillan. 1999: 6–15. ISBN 9780230376892.

## 請參見
- 麥美倫內閣
- 長刀之夜
- 普羅富莫事件

## 外部連結
- BBC的悼文（页面存档备份，存于）
- 一些麥美倫的名言（页面存档备份，存于）

| 官衔                           | 官衔                         | 官衔                    |
| ------------------------------ | ---------------------------- | ----------------------- |
| 前任者： 阿奇博爾德·辛克萊爵士 | 空軍大臣 1945年              | 繼任者： 斯坦斯蓋特子爵 |
| 前任者： 突尼斯的亞歷山大伯爵  | 國防大臣 1954年–1955年       | 繼任者： 塞爾文·勞埃    |
| 前任者： 安東尼·艾登爵士       | 外交大臣 1955年              | 繼任者： 塞爾文·勞埃    |
| 前任者： 拉博·巴特勒           | 財政大臣 1955年–1957年       | 繼任者： 彼得·霍尼戈夫  |
| 前任者： 安東尼·艾登爵士       | 英國保守黨黨魁 1957年–1963年 | 繼任者： 休姆伯爵       |
| 前任者： 安東尼·艾登爵士       | 英國首相 1957年–1963年       | 繼任者： 休姆伯爵       |

| 前任者： 新創設 | 斯多克東伯爵 1984年–1986年 | 繼任者： 亞歷山大·麥美倫 |